# 正田修
正田 修（しょうだ おさむ、1942年（昭和17年）10月11日 - ）は、日本の実業家。日清製粉グループ本社名誉会長相談役。同社創業者正田貞一郎の孫。上皇后美智子の弟。今上天皇の叔父に当たる。

## 略歴
- 1942年（昭和17年）正田英三郎の次男として東京都に生まれた。
- 1961年（昭和36年） 東京教育大学附属高等学校（現・筑波大学附属高等学校）卒業
- 1965年（昭和40年）3月 東京大学法学部卒業 日本興業銀行入社
- 1967年（昭和42年）3月 日清製粉入社
- 1970年（昭和45年） ハーバード・ビジネス・スクール修了 MBA取得
- 1970年（昭和45年） ボストン・コンサルティング・グループ入社
- 1976年（昭和51年）6月 日清製粉取締役
- 1980年（昭和55年）6月 日清製粉常務取締役
- 1984年（昭和59年）6月 日清製粉常務取締役
- 1986年（昭和61年）6月 日清製粉取締役社長
- 1996年（平成8年）6月 東武鉄道監査役
- 2001年（平成13年）7月 日清製粉グループ本社取締役社長
- 2001年（平成13年）7月 日清製粉取締役会長
- 2001年（平成13年）7月 日清フーズ取締役会長
- 2004年（平成16年）6月 日清製粉グループ本社取締役会長
- 2006年（平成18年）6月 花王取締役
- 2009年（平成21年）6月 日清製粉グループ本社名誉会長相談役

## 役職
- 財団法人公共政策調査会評議員
- 財団法人食生活研究会理事
- 財団法人食品産業センター会長

## 家族
- 父方祖父・正田貞一郎
- 母方祖父・副島綱雄
- 父・正田英三郎
- 姉・上皇后美智子
- 兄・正田巌
- 甥・第126代天皇・徳仁（今上天皇）
- 妻・泰子 - 大原総一郎の二女（大原孫三郎、侯爵野津鎮之助の孫）